# Masakazu Konishi
Masakazu „Mark“ Konishi (jap. 小西 正一, Konishi Masakazu; * 17. Februar 1933 in Kyōto, Japan; † 23. Juli 2020) war ein japanisch-US-amerikanischer Ethologe und Neurophysiologe. Er war Professor für Verhaltensbiologie am California Institute of Technology (Caltech) in Pasadena, Kalifornien.

## Leben
Konishi erwarb an der Universität Hokkaidō in Sapporo, Japan, 1956 einen Bachelor und 1958 einen Master (shūshi). 1963 erwarb er bei Peter R. Marler einen Ph.D. an der University of California, Berkeley in Berkeley, Kalifornien. Als Postdoktorand arbeitete er als Alexander von Humboldt-Stipendiat an der Eberhard Karls Universität in Tübingen und bei Otto Detlev Creutzfeldt an der Abteilung für experimentelle Neurophysiologie am Max-Planck-Institut für Psychiatrie in München. 1965 wurde er Assistant Professor für Biologie an der University of Wisconsin–Madison in Madison, Wisconsin, und 1966 an der Princeton University in Princeton, New Jersey, 1970 dort Associate Professor. 1975 erhielt er eine Professur für Biologie am California Institute of Technology (Caltech) in Pasadena, Kalifornien, 1980 für Verhaltensbiologie. 1983 nahm Konishi die US-amerikanische Staatsbürgerschaft an. 2013 wurde er emeritiert.

## Wirken
Konishi gilt als führend in der Verbindung von Ethologie und Neurophysiologie, der Neuroethologie. Er konnte die entscheidende Bedeutung des auditorischen Feedbacks beim Erlernen des Vogelgesangs zeigen, die Rolle der Tonfrequenz und räumlichen Auflösung im Jäger-Beute-Verhältnis bei der Schleiereule aufklären (mit Eric Knudsen ab 1978) und entdeckte die Rolle von Hormonen in der Differenzierung der Stimmzentren im männlichen Vogelgehirn (Zebrafinken).

## Auszeichnungen (Auswahl)
- 1979 Mitgliedschaft in der American Academy of Arts and Sciences[2]
- 1985 Mitgliedschaft in der National Academy of Sciences
- 1990 Internationaler Preis für Biologie[3]
- 1999 Neuronal Plasticity Prize der Fondation Ipsen, gemeinsam mit Fernando Nottebohm und Peter R. Marler[4]
- 2004 Rosenstiel Award, gemeinsam mit Fernando Nottebohm und Peter R. Marler[5]
- 2004 Ralph-W.-Gerard-Preis
- 2005 Gruber-Preis für Neurowissenschaften[6]